# The Silver Scream
The Silver Scream es el quinto álbum de estudio de la banda estadounidense de metalcore, Ice Nine Kills. Fue lanzado el 5 de octubre de 2018. Al igual que su álbum anterior, todas las canciones fueron inspiradas en diferentes novelas, todas las pistas están inspiradas en películas de terror. Algunos ejemplos del material fuente son: A Nightmare on Elm Street) ("The American Nightmare"), Viernes 13 ("Thank God It Friday") y The Texas Chain Saw Massacre ("Savages"). El álbum presenta apariciones como invitado del ex guiatrrista y cantante de la banda Jeremy Schwartz, Tony Lovato de Mest, la actriz Chelsea Talmadge, Randy Strohmeyer de Finch, Buddy Schaub y "JR" Wasilewski de Less Than Jake, Will Salazar de Fenix*TX y el nieto de Stanley Kubrick, Sam Kubrick, de la banda británica Shields. El álbum marcó sus posiciones más altas en los Estados Unidos, debutando en el número 27 en Billboard 200 y en el número dos en la lista de álbumes de Hard Rock. Es el último álbum con el bajista Justin Morrow quien se salió de la banda en 2019 para unirse a Motionless in White.
Se han lanzado cuatro videos musicales en los que el cantante principal Spencer Charnas visita a un psicólogo después de experimentar sueños basados en las canciones ("The American Nightmare", "Thank God It's Friday", "A Grave Mistake", "Stabbing in the Dark"). También se lanzó un quinto video, aunque este se lleva a cabo en la Navidad de 1993, cuando Charnas era un niño y celebraba el día de Navidad con sus padres ("Merry Ax-mas"). El video de "IT Is the End" se estrenará en 2019.

## Recepción
Wall of Sound le dio al álbum 9.5/10 y dijo "The Silver Scream es más que música, es un evento".
Caleb Newton, de New Noise Magazine, escribió en una crítica positiva que el álbum "es una exploración emocionante de lo que el metal puede ser ... Hay espacio para el bombardeo y la experimentación al seguir adelante, y así, eso es bienvenido, y tal vez incluso se necesite en la comunidad de la música moderna ".

## Listado de canciones
| N.º | Título                                                                                                  | Inspiración Cinemática         | Duración |  |
| 1.  | «The American Nightmare»                                                                                | A Nightmare on Elm Street      | 4:10     |  |
| 2.  | «Thank God It's Friday»                                                                                 | Viernes 13                     | 4:23     |  |
| 3.  | «Stabbing in the Dark»                                                                                  | Halloween                      | 4:36     |  |
| 4.  | «Savages»                                                                                               | The Texas Chain Saw Massacre   | 2:57     |  |
| 5.  | «The Jig Is Up» (con Randy Strohmeyer de Finch)                                                         | Saw                            | 3:57     |  |
| 6.  | «A Grave Mistake»                                                                                       | The Crow                       | 3:04     |  |
| 7.  | «Rocking the Boat» (con Jeremy Schwartz)                                                                | Tiburón                        | 4:06     |  |
| 8.  | «Enjoy Your Slay» (con Sam Kubrick)                                                                     | El Resplandor                  | 4:16     |  |
| 9.  | «Freak Flag»                                                                                            | The Devil's Rejects            | 3:18     |  |
| 10. | «The World in My Hands» (con Tony Lovato de Mest)                                                       | Edward Scissorhands            | 3:50     |  |
| 11. | «Merry Axe-mas»                                                                                         | Silent Night, Deadly Night     | 3:18     |  |
| 12. | «Love Bites» (con Chelsea Talmadge)                                                                     | An American Werewolf in London | 3:00     |  |
| 13. | «IT Is the End» (con Peter "JR" Wasilewski y Buddy Schaub de Less Than Jake y Will Salazar de Fenix*TX) | It                             | 4:48     |  |

## Personal
Ice Nine Kills
- Spence Charnas - voz, voz gutural, voces en off, guitarra y piano (pista 6)
- Justin "JD" DeBlieck - guiatrras, voz gutural, orquestación, teclados, programación, piano, ingeniería, mezcla
- Justin Morrow - bajo
- Connor Sullivan - batería (no fue incluido en los créditos)

Producción
- Drew Fulk - producción, mezcla, masterización
- Jeff Dunne - ingeniería, mezcla, masterización
- Mike Cortada - carátula del álbum

Adicional
- Spencer Charnas - música y letras
- Justin DeBlieck - música
- Steve Sopchak - letras de canciones
- Drew Fulk - música y letras adicionales ("The American Nightmare", "Stabbing in the Dark", "Savages", "The Jig Is Up")
- Josh Strock - música adicional ("The American Nightmare", "Savages")
- Jeremy Schwartz - música y letras adicionales ("Rocking the Boat", "The World in My Hands")
- Will Salazar - música y letras adicionales ("IT Is the End")
- Randy Strohmeyer - música adicional ("The Jig Is Up")
- Joseph Occhiuti - arreglos adicionales para piano ("Thank God It's Friday")

## Chart
| Chart (2018)                          | Posición |
| ------------------------------------- | -------- |
| Estados Unidos (Billboard 200)        | 27       |
| Estados Unidos (Top Hard Rock Albums) | 2        |
| Estados Unidos (Top Rock Albums)      | 4        |